# Badgästen
Badgästen  senare  med titeln Badgästtidningen /Badortstidningen var  en sommartidning först utgiven i Båstad under utgivningsperioden 17 juni  1911 till 19 augusti 1911. Tidningen kom  ut under två månader på sommaren en gång i veckan till 1927 under olika titlar men 1912 -1926 med samma redaktör.

## 1911 Badgästen Båstad och Malen
Tidningens första fullständiga titel var  Badgästen / Sommartidning för Båstad och Malen. Ansvarig utgivare var boktryckerifaktorn  Adolf Fredrik Theodor Frölin och redaktör för tidningen var frisören Alex Werner och redaktionsort var Båstad. Tidningen kom ut en gång i veckan lördagar. Tidningen trycktes  på Theo Lundbergs boktryckeri  i Laholm med antikva som typsnitt och bara i svart med 4 sidor på stort format 40 x 30cm eller 58 x 36 cm. Priset för lösnumret var 5 öre.

## 1912-1913 Båstad, Malen och Skälderviken
Tidningen gavs också ut med sommarsäsongerna 1912 från 22 juli till 10 augusti med 8 nr och 1913 11 nr 14 juni till 30 augusti  Priset var 10 öre lösnumret 1912 men sänktes till 5 öre 1913. Redaktionen satt fortsatt i Båstad men nu var  Kjell Anders Karl Wollter, redaktör och ansvarig utgivare 1913 medan . Fullständiga titeln innefattade 1913 också Skelderviken och hade ändrats till Badgästtidningen. Tekniskt var det samma tidning med 4 sidor men tryckeri var Joh. A. Svenssons boktryckeri 1912 och Tidningen Hallands tryckeri 1913 båda i Halmstad.

## 1913 Mölle Arild och Viken
En annan edition kom ut som Baggästtidningen /för Mölle Arild och Viken 1913. Kjell Wollter ansvarade för och redigerade tidningen som hade redaktion i Mölle men kontor i Helsingborg. Tidningen hade priset 10 öre och trycktes på Joh. A. Svenssons boktryckeri  i Halmstad och tidning komut 28 juni till 30 augusti 1913.

## 1914 Båstad och Malen, Ramlösa / Viken, Mölle, Arild, Skälderviken
Året efter hade de båda tidningarna blivit en med större spridningsområde. Ansvarig utgivare och redaktör var fortsatt Kjell Wollter med redaktion i Båstad men huvudkontor i Helsingborg. Tidningen hade mindre format 35 x 24 cm till priset av 10 öre men sidantalet var hela 16 sidor. Tidningen trycktes på Schmidts boktryckeri i Helsingborg från 13 juni till 15 augusti.

## 1915 hette tidningen Badgästtidningen för Västkustens badorter
Nu hade tidningen ansvarig utgivare och redaktör Kjell Wollter som tidigare och redaktionsort var Båstad med huvudkontor i Helsingborg, Stortorget 12, utgivningsbevis först utfärdat i Halmstad 25 juni 1912. Priset var fortsatt 10 öre lösnumret för den 16 sidiga tidningen på lördagar. Tryckeri var Elanders boktryckeriaktiebolag i Göteborg under utgivningen 12 juni till 28 augusti.

## 1916- 1927 hette tidningen Badortstidningen
Fullständig titel var 1916 Badortstidningen för Sveriges hafsbad & brunnsorter /Vestkustupplagan Badgästtidningen vid Vestkusten men 1917 -1927 blev den Badortstidningen / Organ för Sveriges hafsbad och brunnsorter
Ansvarig utgivare och redaktör var Kjell Wollter till 1926 och sista året Anna Christina Wollter. Tidningen kom ut lördagar utom en kort period 1916 den gavs ut på fredagar. Tidningen kom ut endast under sommarsäsongen, normalt från slutet av juni till slutet på augusti. Från starten utkommer tidningen på västkusten, från säsongen 1920 även på vissa badorter på ostkusten samt Gränna och Ramlösa under 1916-1927. Tekniskt får tidningen två färger 1916 och tre 1917-1927. Priset ökar från 10 öre 1916, till 25 öre 1918, 50 öre 1919-1921 och sedan 4,75 kr i sommarprenumeration 1922, lösnummer 35 öre. Priset sedan stabilt 30 öre lösnumret 1927. Tidningen har 20-24 sidor på varierande satsyta 43 x 25 cm och som minst 26,5 x20,5 cm. Redaktionen i Båstad till 1916 sedan 1917-1919 i Göteborg och 1920 - 1024 Helsingborg och sista året  åter i Göteborg.
Tidningen trycktes 1916-1919 Elanders boktryckeriaktiebolag i Göteborg, 1920-1924 Schmidts boktryckeriaktiebolag i  Helsingborg, 1925 Henrik Struves boktryckeri i Göteborg och slutligen till 1927 åter Elanders boktryckeriaktiebolag i Göteborg.